# INNER STAR
「INNER STAR」（インナー・スター）は、寺島拓篤の楽曲。寺島自身が作詞、クラムボンのミトが作曲を手掛けた。寺島の4枚目のシングルとして2015年11月18日にLantisから発売された。

## 収録曲
（全作詞：寺島拓篤）
1. INNER STAR [4:33]
  - 作曲：ミト 編曲：鈴木Daichi秀行
  - 「寺島自身がイメージして生み出したオリジナルのアニメ作品のOP主題歌というコンセプトのもとに作った」という一曲[2]。
2. 君の季節 [5:16]
  - 作曲：山田高弘 編曲：中土智博
3. ビビッドナイトフィーバー！ [4:43]
  - 作曲：黒須克彦 編曲：倉内達矢
4. INNER STAR（instrumental）
5. 君の季節（instrumental）
6. ビビッドナイトフィーバー！（instrumental）